# فاكاريا
فاكاريا هو لاعب كرة قدم برازيلي في مركز الوسط، ولد في 4 أبريل 1994 في بلدية فاكاريا في البرازيل. لعب مع نادي فورتاليزا.

## وصلات خارجية
- فاكاريا على موقع Soccerway.com (الإنجليزية)